# Willem de Zwijgerlaan (Amsterdam)

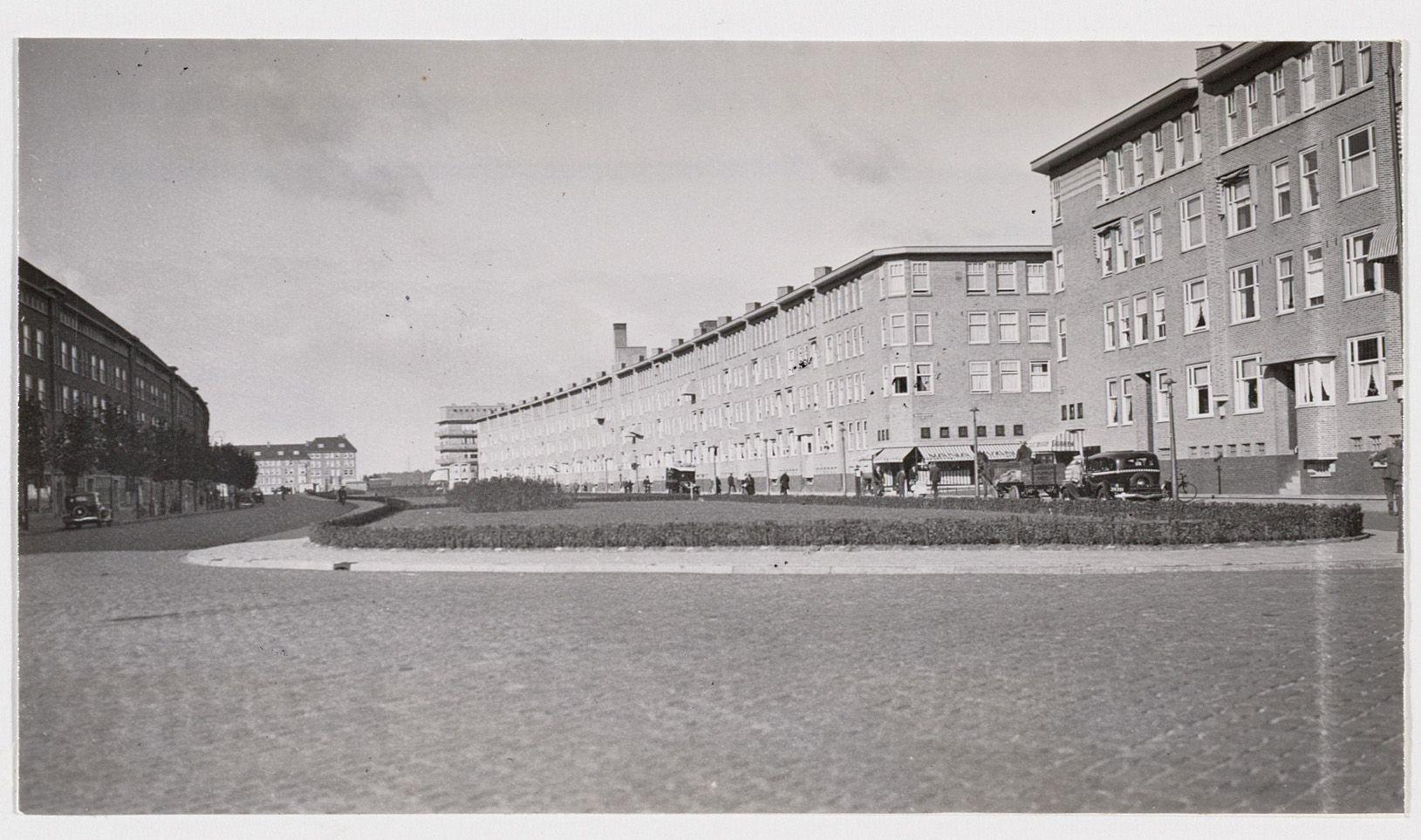
De Willem de Zwijgerlaan gezien in noordelijke richting met in het midden Geuzenhof I en rechts Geuzenhof II; 1936.

De Willem de Zwijgerlaan is een belangrijke doorgaande straat in Amsterdam-West in de wijken de Baarsjes en Bos en Lommer. De straat is vernoemd naar Willem van Oranje.
De straat is aangelegd in de jaren dertig en ligt op het grondgebied van de vroegere gemeente Sloten (geannexeerd in 1921). De straat volgt voor een groot deel het voormalige Slatuinenpad dat liep van de buurtschap De Baarsjes naar het dorp Sloterdijk dwars door warmoezenierstuinen.

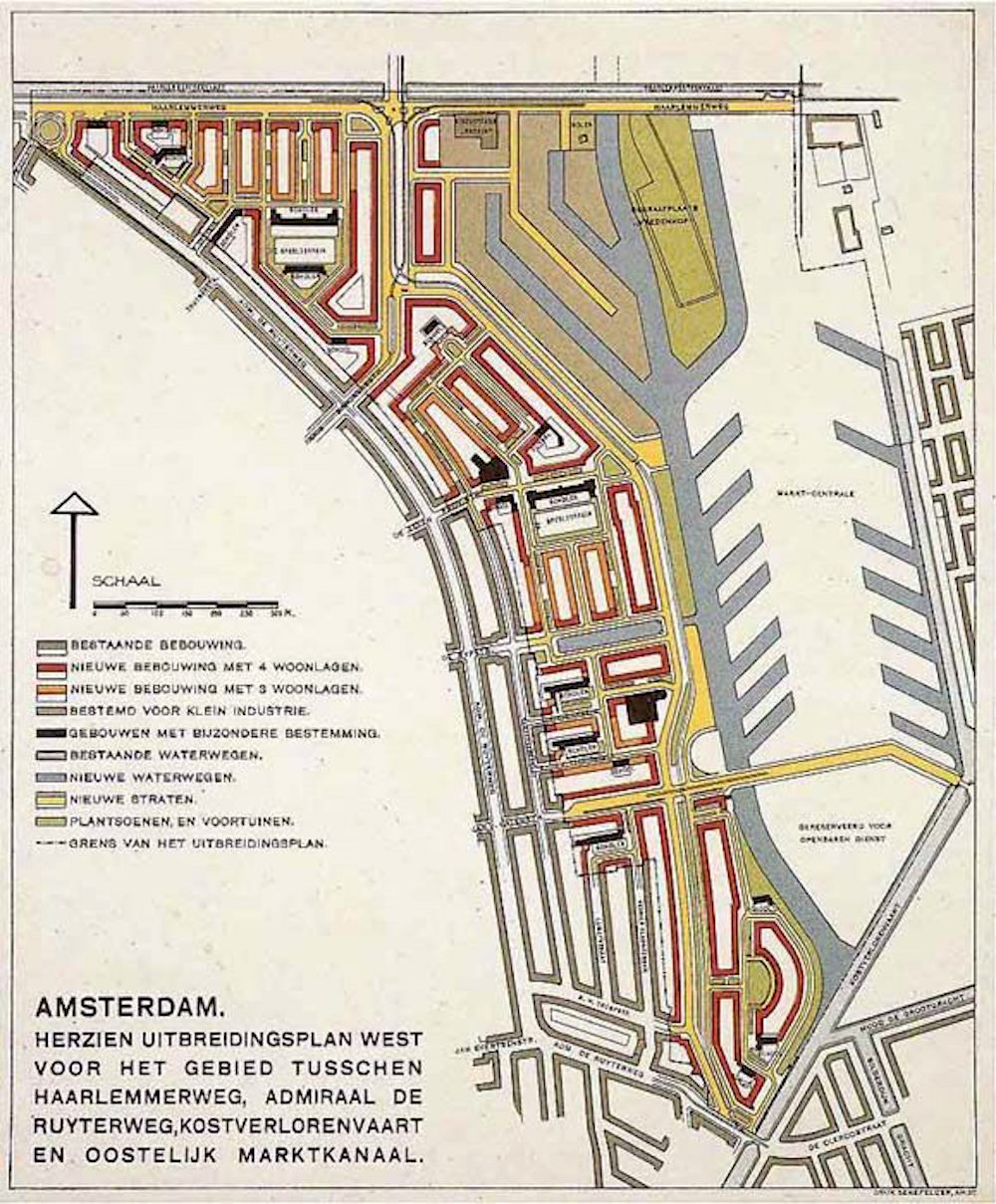
Plan Landlust 1931 in de eerste versie, nog volledig met gesloten bouwblokken.

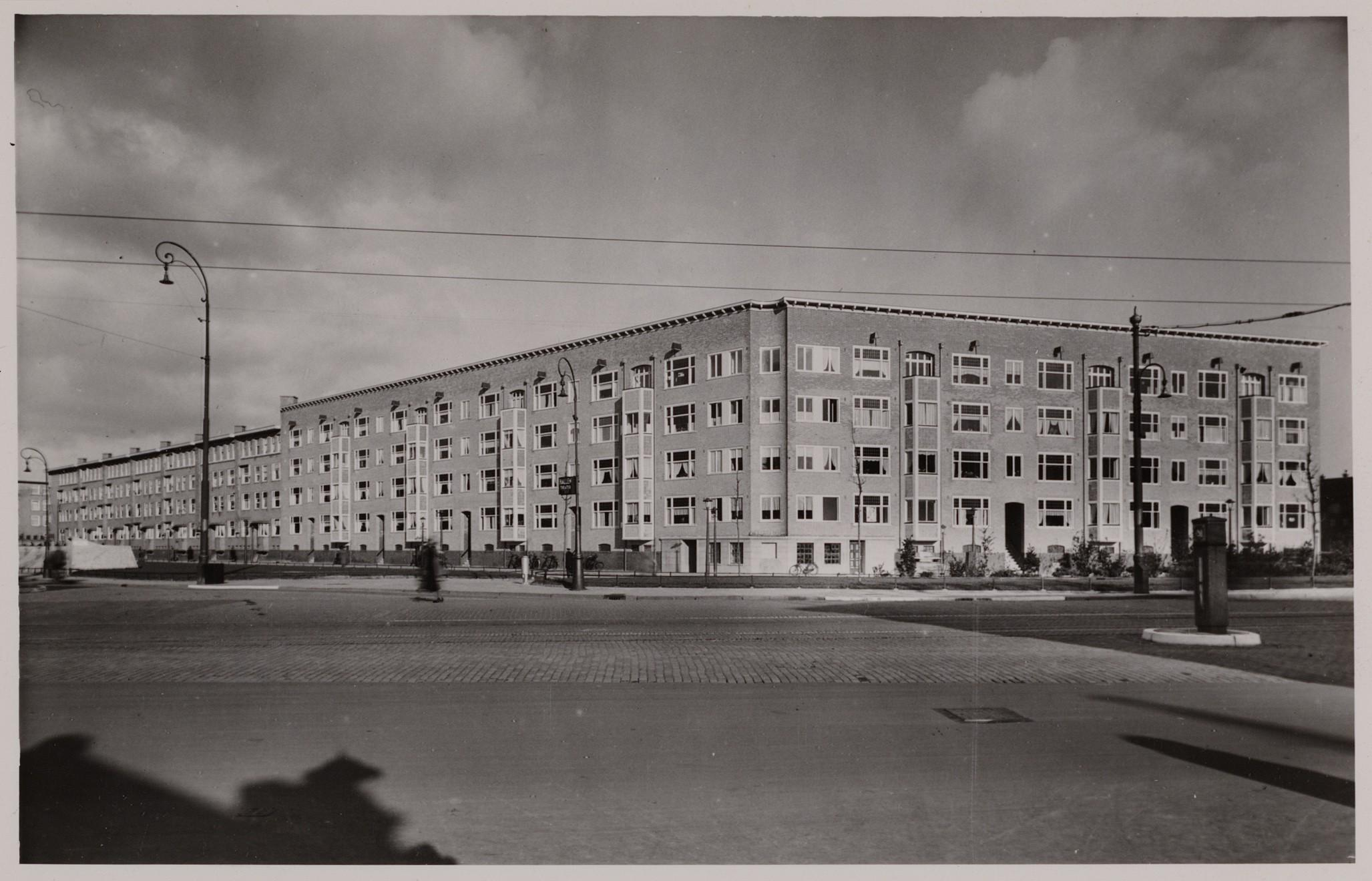
De hoek van de Admiraal de Ruijterweg met de Willem de Zwijgerlaan gezien in noordelijke richting met Geuzenhof II; 1940.

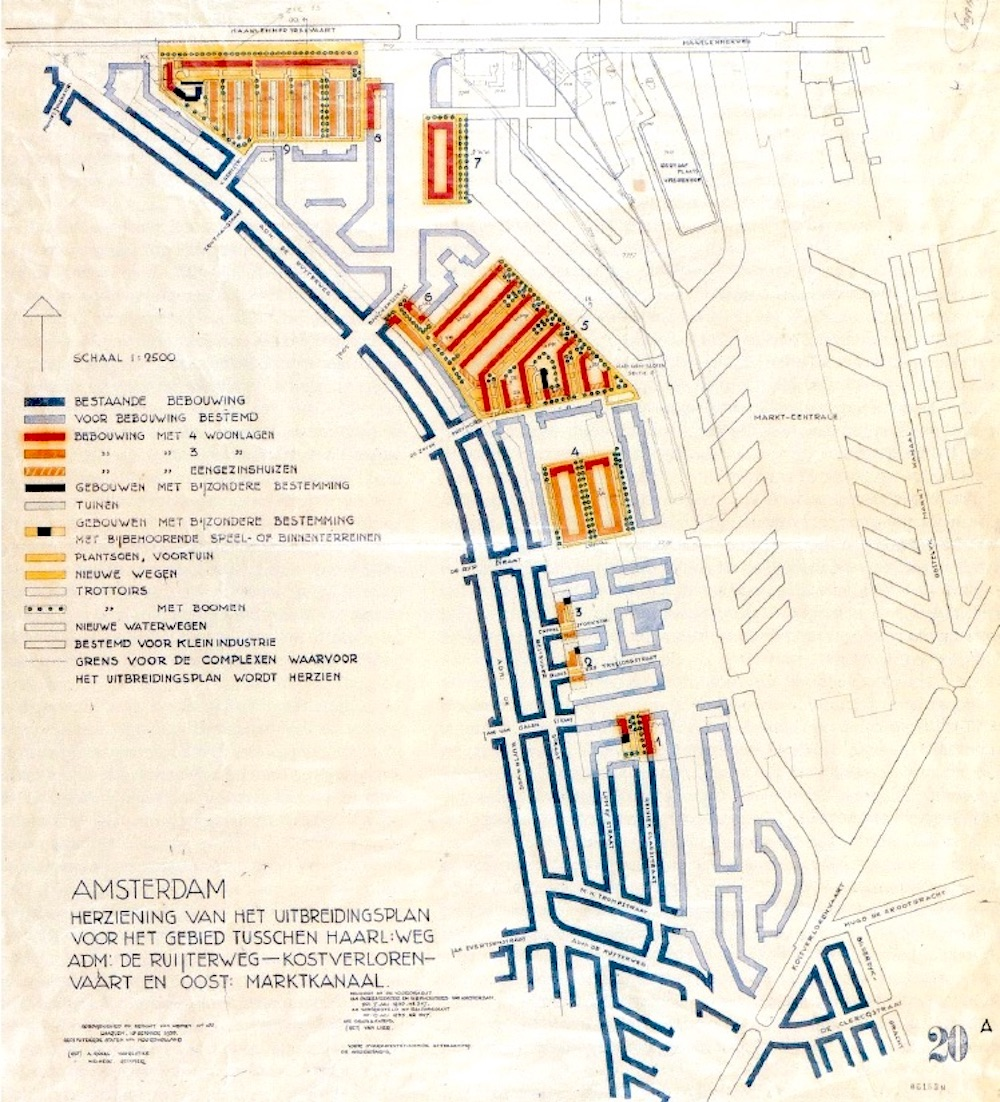
Plan Landlust 1933 na wijziging, met toevoeging van strokenbouw.

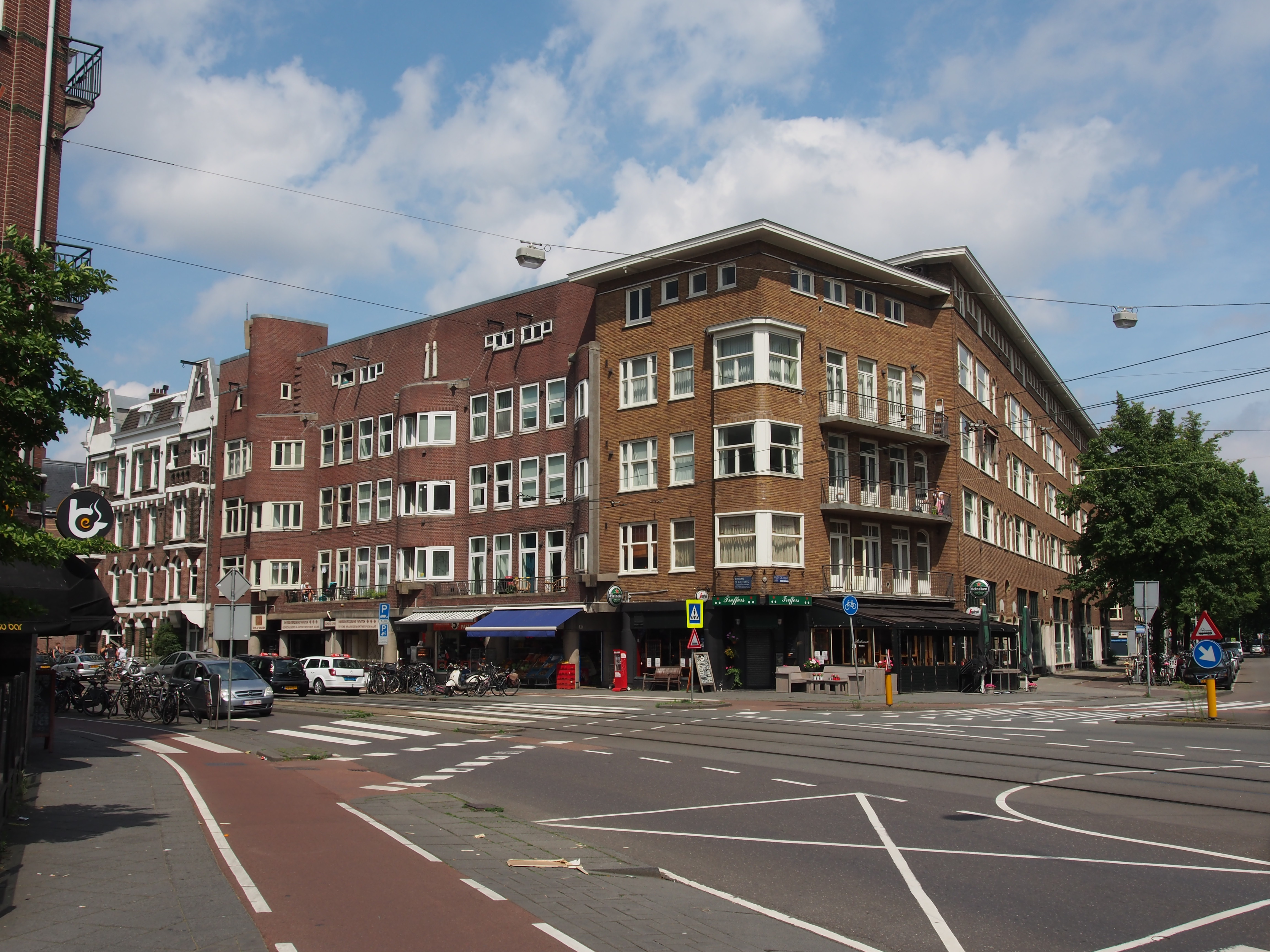
De hoek van de Admiraal de Ruijterweg met de Willem de Zwijgerlaan; 2016.

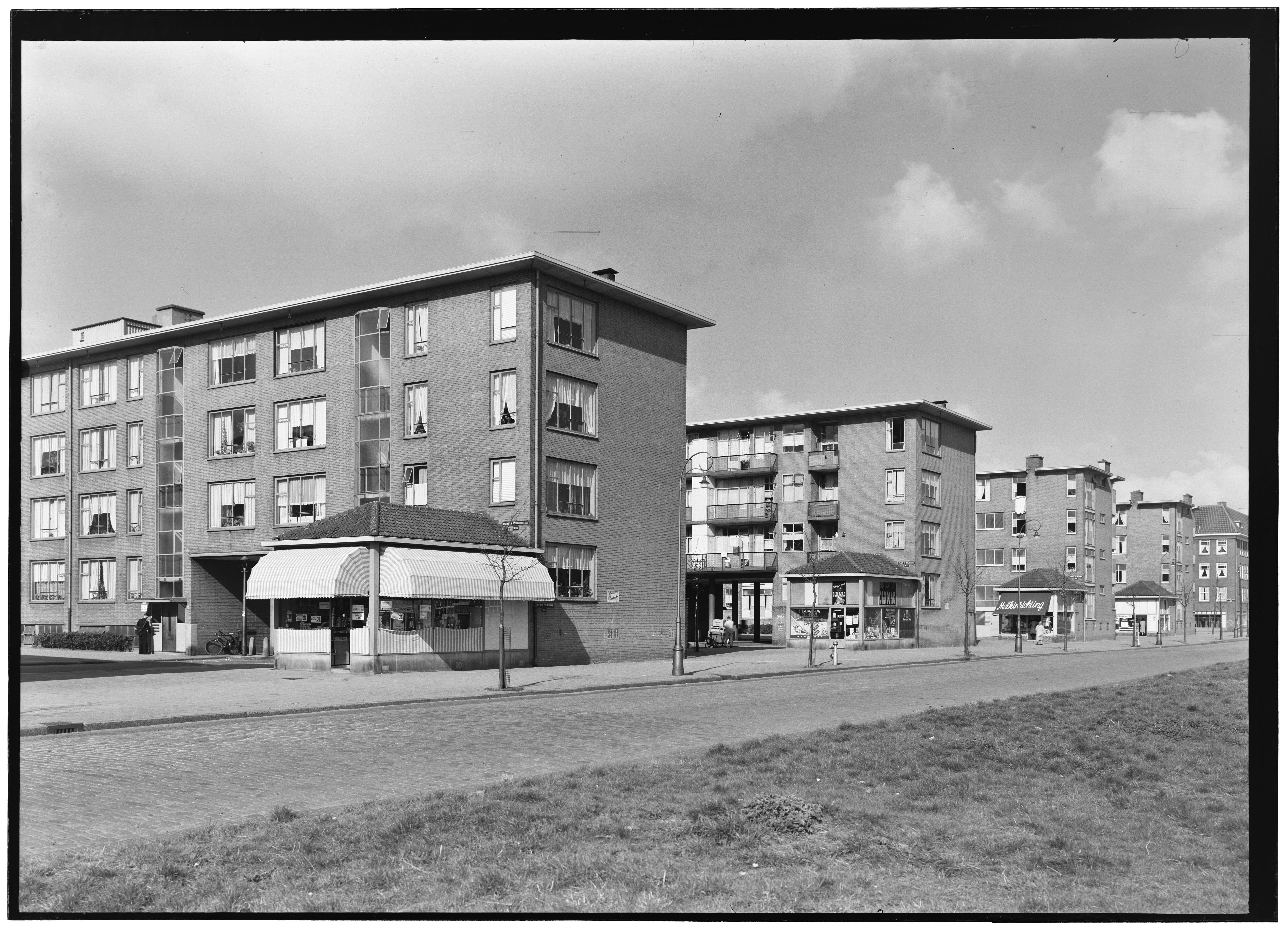
Strokenbouw langs de Willem de Zwijgerlaan, bij Charlotte de Bourbonstraat; 1953.

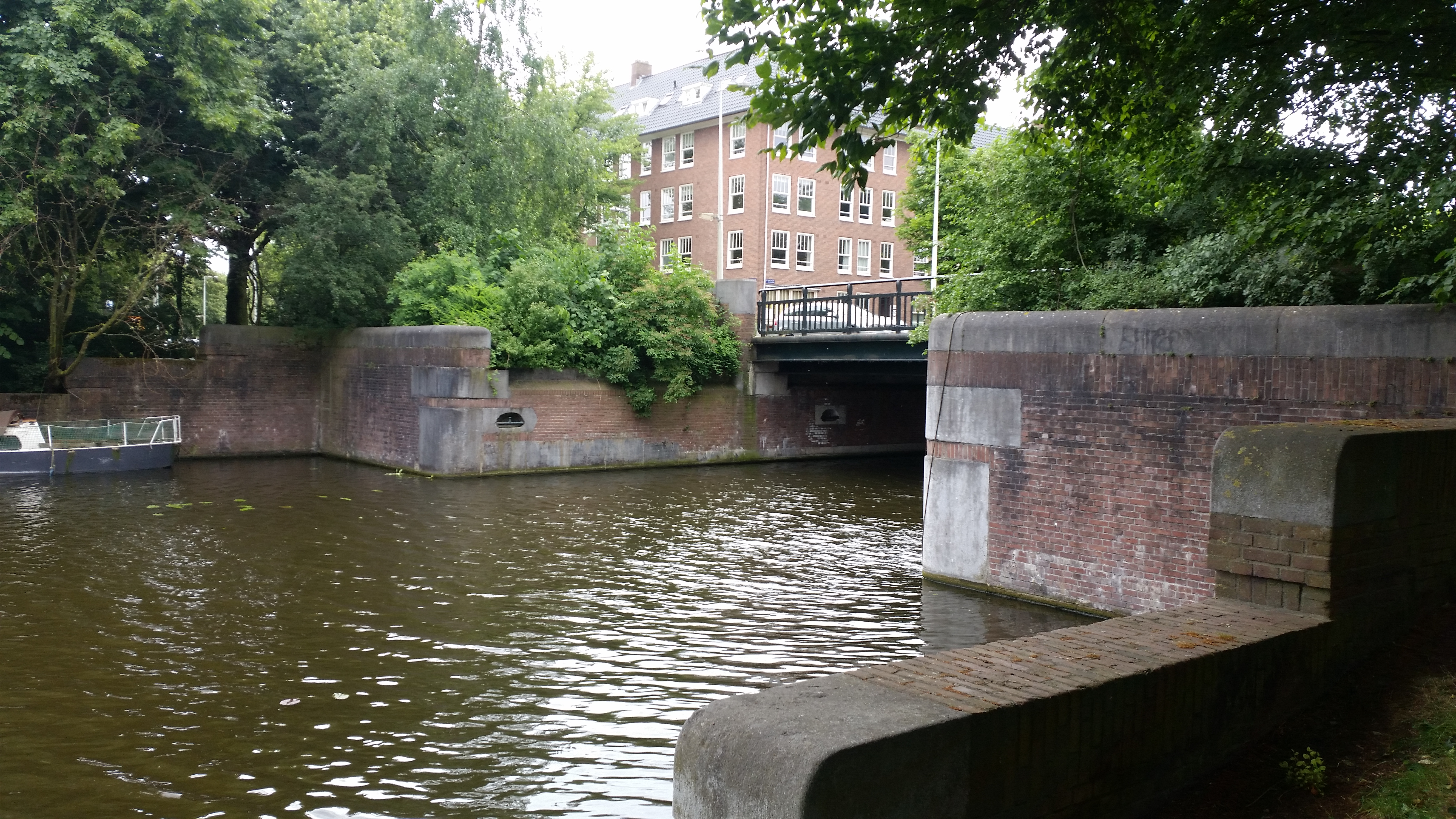
Brug 383, de Anna van Saksenbrug: landhoofd voor de niet-gebouwde brug voor een niet-aangelegde tramlijn; 2018.

Het eerste plan voor de buurt dateerde uit 1930 en werd vastgesteld in 1931. Dit was het Plan Landlust. De straat loopt evenwijdig aan de Admiraal de Ruijterweg en begint in het verlengde van het het Slatuinenweg nabij het begin van deze weg bij de Wiegbrug. Verder kruist deze de Jan van Galenstraat, de Rijpgracht met de Anna van Saksenbrug, de Karel Doormanstraat, de Adolf van Nassaustraat en komt dan met een bocht naar links uit op de Bos en Lommerweg.
De straat heeft vrijwel alleen aan de westzijde woonbebouwing behalve op het gedeelte tussen de Admiraal de Ruijterweg en de Jan van Galenstraat. Hier bevindt zich het wooncomplex Geuzenhof uit 1933-1940. Ten noorden van de Jan van Galenstraat grenst de straat aan de oostzijde aan het Westelijk Marktkanaal. In dit kanaal liggen woonboten die ook een huisnummer aan de Willem de Zwijgerlaan hebben. Tussen de Jan van Galenstraat en de De Rijpgracht bevindt zich aan de oostzijde het Jan van Galenplantsoen met de 'Ruige speelplek'.
Langs het gedeelte in de bocht na de Karel Doormanstraat tot de Adolf van Nassaustraat zijn een aantal bedrijfsgebouwen waarin een aantal bekende Amsterdamse bedrijven zijn of waren gevestigd zoals Tetterode en Kesbeke. Het Tetterodegebouw biedt tegenwoordig huisvesting aan studenten.

## Plan voor een trambaan
De Anna van Saksenbrug is aan de oostelijke zijkant voorzien van een extra brughoofd. Dit brughoofd was bestemd voor verbreding van de brug voor de aanleg van een tramlijn in de straat waar in de jaren dertig plannen voor waren. De huidige brede groenstrook aan de oostzijde was hier ook voor gereserveerd. In de de Tijd van 14 juni 1934 stond een tekening van dit geplande tracé uitgevoerd in normaalspoor. Op de tekening zien we de laan vanaf de Admiraal de Ruijterweg in noordelijke richting met links de ingang van de M.H. Trompstraat. De trambaan gaat met een S-boog vanaf de Wiegbrug rechtsaf de Willem de Zwijgerlaan op.
Of het tracé niet alleen voor de Gemeentetram Amsterdam maar ook voor de Tramlijn Amsterdam - Zandvoort was gepland, er bestonden bij de NZH plannen voor omsporing tot normaalspoor, is niet bekend. Wel wilde de gemeente Amsterdam graag de Haarlemse tram verleggen naar een oostelijker tracé omdat de met hekken afgescheiden vrije trambaan op de Admiraal de Ruijterweg in de ogen van de gemeente een groot obstakel vormde. De NZH, die een concessie had tot 1954, voelde daar echter niets voor.
Op de Beltbrug en de Jan van Galenbrug werden bij de bouw daadwerkelijk tramsporen aangelegd die later weer zijn verwijderd.
Er is nooit een trambaan over de Willem de Zwijgerlaan aangelegd. Wel reed van 1976 tot 2006 buslijn 21 door het noordelijke gedeelte van de straat. In 2005 kwamen Connexxion-buslijn 80 en 82 er bij maar in 2016 verdween buslijn 82 weer. 